# Клеменс фон Пірке
Клеме́нс Пірке́ (нім. Clemens Peter Freiherr von Pirquet; 12 травня 1874 — 28 лютого 1929) — австрійський педіатр; запропонував діагностичний тест на туберкульоз («реакція Пірке») та створив і ввів у медичний вжиток поняття «алергія».
У 1906 році Клеменс фон Пірке запропонував використовувати для означення незвичної, зміненої реактивності організму на дію різних факторів довкілля термін «алергія» (похідне від грецьких слов «алос» — змінений стан та «ергео» — здатність діяти). Він писав у часописі MiinchenerMedizinischeWochenschrift:
| Для об'єднання усіх явищ зміненої реактивності організму я пропоную термін «алергія». Термін «імунітет» має залишитися виключно для імунологічних процесів, що не супроводжуються подібними збоченими реакціями. |
У 1907 Клеменс запропонував використовувати туберкулін Коха (АТК) для проведення нашкірних проб з метою виявлення інфікування людини мікобактерією туберкульозу.